# Manfred Krüger (Fußballspieler)
Manfred Krüger (* 18. Juli 1925) ist ein ehemaliger deutscher Fußballspieler. Der zumeist im damaligen WM-System als Flügelstürmer eingesetzte Spieler absolvierte von 1948 bis 1954 für den Hamburger SV in der alten erstklassigen Oberliga Nord 129 Ligaeinsätze und erzielte dabei 34 Tore. Nach der Saison 1954/55 beim 1. FC Saarbrücken mit weiteren 15 Einsätzen und vier Toren in der Oberliga Südwest beendete er im Sommer 1955 nach insgesamt 144 Oberligaspielen mit 38 Toren seine höherklassige Spielerlaufbahn. Zu überregionalen Auswahlehren kam er durch den Einsatz am 22. September 1951, als er vom DFB für das Länderspiel der B-Nationalmannschaft in Augsburg gegen Österreich (1:1) berufen wurde.

## Laufbahn

### Beginn
Mit seinen Eltern war Manfred Krüger mit sieben Jahren nach Nürnberg gezogen. Er trat in die Jugendabteilung des 1. FC Nürnberg ein und spielte in der B-Jugend mit Spielern wie Max Morlock, Adolf Knoll und Helmut Herbolsheimer zusammen. Umstände des Zweiten Weltkriegs führten ihn aus Nürnberg fort und nach dessen Ende nach Sachsen-Anhalt, wo er bei der SG Freiimfelde Halle aktiv war. In den Spielen um die Ostzonenmeisterschaft 1948 erzielte er im Halbfinale am 27. Juni 1948 beim 5:2-Erfolg in Magdeburg gegen SG Meerane drei Tore. Da sich die „Flügelzange“ mit Rechtsaußen Krüger und Linksaußen Karl Gola im Finalspiel am 4. Juli in Leipzig gegen die SG Planitz nicht entscheidend durchsetzen konnte, ging das Spiel mit 0:1 Toren verloren. Zuvor war er am 16. Mai 1948 im Angriff der Auswahl von Sachsen-Anhalt unter Trainer Kurt Vorkauf beim Spiel in Halle gegen die von Spielertrainer Helmut Schön angeführte Auswahl von Sachsen an der Seite von Mitspielern wie Werner Welzel und Erich Ebeling zum Einsatz gekommen. Noch in der laufenden Runde 1948/49 schloss sich der Angreifer dem Hamburger SV in der Fußball-Oberliga Nord an.

### Hamburg und Saarbrücken, 1949 bis 1955
Am 9. Januar 1949 bestritt Krüger das erste Ligaspiel für die „Rautenträger“ des HSV. Beim 3:2-Auswärtserfolg gegen Bremerhaven 93 erzielte er zwei Tore. Mit Heinz Werner, Helmut Schmeißer, Heinz Trenkel und Erich Ebeling standen noch vier weitere Spieler aus der damaligen Ostzone in der Elf aus der Hansestadt. Unter Trainer Hans Tauchert wurde die Saison punktgleich mit dem FC St. Pauli mit jeweils 32:12 Punkten abgeschlossen und ein Entscheidungsspiel musste über die Meisterschaft entscheiden. Am 22. Mai 1949 setzten sich Krüger (auf Rechtsaußen; ein Tor) und Kollegen vor 42.000 Zuschauern mit einem 5:3-Erfolg durch. Im Endrundenspiel um die deutsche Fußballmeisterschaft ging der HSV aber am 12. Juni mit 0:5 Toren gegen den späteren Überraschungsmeister VfR Mannheim unter. Zuvor war Krüger mit dem HSV im Mai 1950 auf einer interessanten aber auch strapaziösen USA-Tour gewesen. In den nächsten vier Runden – 1950 bis 1953 – gewann er mit Hamburg jeweils unter Trainer Georg Knöpfle die Meisterschaft in der Oberliga Nord. Der ausgewiesene Dribbler und Flankengeber am Flügel gehörte konstant der Stammbesetzung der Elf um Jupp Posipal und Herbert Wojtkowiak an.
Am 22. September 1951 wurde er von Bundestrainer Sepp Herberger beim Länderspiel in Augsburg gegen Österreich in die deutsche B-Nationalmannschaft berufen. Beim 1:1-Remis war der Angriff der DFB-Elf mit Krüger, Georg Stollenwerk, Willi Schröder, Otto Baitinger und Rolf Blessing aufgelaufen. In der Auswahl von Norddeutschland kam er auf Rechtsaußen am 14. Oktober 1951 in Kiel beim 2:2-Remis gegen Westdeutschland zum Einsatz und erzielte ein Tor. Von 1949 bis 1953 bestritt er für den Nordserienmeister in der Endrunde um die deutsche Fußballmeisterschaft insgesamt 19 Spiele; zum Titelgewinn reichte es aber nicht. Nach der sportlich schlecht verlaufenen Saison 1953/54 mit einem 11. Platz schloss er sich zur Runde 1954/55 dem 1. FC Saarbrücken in der Oberliga Südwest an.
Zum Erreichen des dritten Tabellenplatzes des 1. FC Saarbrücken steuerte er unter seinem alten HSV-Trainer Hans Tauchert an der Seite von Mitspielern wie Herbert Martin und Herbert Binkert in 15 Ligaspielen vier Tore bei. Weitere Mitspieler in der Offensive waren Werner Otto, Karl Schirra und Gerhard Siedl. Mit seinem Einsatz am 10. April 1955 bei einer 0:1-Auswärtsniederlage gegen den FK Pirmasens endete seine höherklassige Spielerlaufbahn.

### Weitere Laufbahn ab 1955
In der Saison 1955/56 und 1956/57 spielte er beim FC Singen 04 in der II. Liga Süd, danach wechselte er zum FC Rastatt in die I. Amateurliga Südbaden.